# ジョン・エデンサー・リトルウッド
ジョン・エデンサー・リトルウッド（John Edensor Littlewood, 1885年6月9日 - 1977年9月6日）は、イギリスの数学者。ゴッドフレイ・ハロルド・ハーディとの共同研究でよく知られる。

## 略歴
リトルウッドはケント州のロチェスターで、エドワード・ソーントン・リトルウッドとシルヴィア・アクランドの子として生まれた。珍しいミドルネームは高祖母（旧姓サラ・エデンサー）に由来する。彼の父はケープタウンのウィンバーグで校長をしていたため1892年から1900年までそこで過ごした。彼はその後ロンドンのセント・ポールズ・スクールに3年間通い、イデアル論への貢献で知られるフランシス・サワビー・マコーリーから教えを受けた。トリニティ・カレッジで学び、1905年に卒業試験であるトライポス試験において最上位のシニアラングラーを得た。 1908年にはトリニティ・カレッジのフェローに選ばれた。彼のキャリアはマンチェスター大学での3年間以外はケンブリッジ大学におけるものである。1928年から1950年までの間ケンブリッジ大学で教鞭を取り、1916年に王立協会のフェロー、1929年にはロイヤル・メダルを授与された。またシルヴェスター・メダルを1943年に、コプリ・メダルを1958年に授与されている。1941年から1943年までロンドン数学会の学会長を務め、1938年にド・モルガン・メダル、1960年にシニア・ベリック賞を受賞。

## 業績
彼の業績のほとんどは解析学におけるものである。アーネスト・バーンズの指導下でリーマン予想の証明に取り組んだ。リトルウッドはリーマン予想が正しければ素数定理は誤差項を伴うことを示した。この業績によりトリニティ・カレッジのフェローとなったが、リーマン予想と素数定理の関係はヨーロッパ大陸ではすでに知られており、後に著書 A mathematician’s miscellany で彼自身が語るところによれば、彼の再発見は当時孤立していたイギリス数学界の光明とはならなかった。
彼は80代になっても論文、とりわけ力学系の分析分野におけるものを書き続けた。
彼の教え子にはSarvadaman Chowla、ハロルド・ダヴェンポートとドナルド・スペンサーがいる。スペンサーは1941年に帰国する際、リトルウッドから"n, n alpha, n beta!"と言われた。（リトルウッド予想）
ディオファントス近似、ウェアリングの問題などにおいて共同研究を行った。レイモンド・ペイリーとはフーリエ解析においてリトルウッド=ペイリー理論の構築、シリル・オフォードとは組合せ論の分野を開拓した。
レーダーの研究から生じた微分方程式の問題について メアリー・カートライトと共に仕事を行った。彼らの研究は力学系の近代理論の先触れとなった。双線形形式におけるリトルウッドの不等式はテンソル理論の先駆者であった。

### ハーディとの共同研究
ハーディとは長年にわたって共同研究を行った。ハーディ・リトルウッド予想を共同で提出している。

デンマークの数学者ハラルト・ボーアは1947年の講演で、イギリスにおける数学研究のリーダーとしてハーディとリトルウッドがどのようにみなされているか、同僚から聞いたジョークを語った。
現在、3人の偉大なイギリス人数学者がいる。ハーディとリトルウッド、そしてハーディ＝リトルウッドだ
 :xxvii
あるカンファレンスで会ったドイツ人数学者はリトルウッドが本当に存在していたことに驚嘆した。その人物はリトルウッドという名はハーディが自身の名前で出したくない研究を発表する際に使う名前だと思い込んでいた。他の説ではノーバート・ウィーナーとエトムント・ランダウが「リトルウッドの存在を疑っていたので、自分の目で確かめるために英国へ来たのだ。」と語ったとするものもある。

### リトルウッドの法則
彼はリトルウッドの法則と呼ばれるものを主張した。それは、奇跡は一ヶ月に一度は起こり得る、というものである。
これは1953年に出版された彼の著作 A Mathematician's Miscellany で主張された。リトルウッドは奇跡を「100万回に1度しか発生しない例外的な事象」と定義した。人間は起きているときに1秒に1度事象が発生すると仮定し、人間は1日に8時間活動するものとする。その結果、この仮定下では35日間で100万の事象が発生することになる。奇跡の定義から、人は平均して35日間に1度奇跡を体験することが導かれる。この推論によると奇跡的な事象は実際にはありふれていることになる。